# John Ffowcs Williams
| John Ffowcs Williams                      | John Ffowcs Williams                      |
| Kattints az alábbi külső linkek egyikére! | Kattints az alábbi külső linkek egyikére! |
| ----------------------------------------- | ----------------------------------------- |
| Nem található szabad kép.(?)              |                                           |
| külső link · jogvédett                    | Képe a NAE.edu honlapján                  |

John (Shôn) Eirwyn Ffowcs Williams (Wales, 1935. május 25. – 2020. december 12.) brit fizikus, mérnök, a Cambridge-i Egyetemen a mérnöki tudományok professor emeritusa, 1996–2002 között a cambridge-i Emmanuel College tanára. A tudományok doktora, a Southamptoni Egyetem díszdoktora, a Royal Academy of Engineering tagja. Tudományos munkásságát az áramlástan, közelebbről a folyadékok, gázok áramlásával összefüggő akusztikai jelenségek (aeroakusztika) területén fejtette ki. Tanítványával, David L. Hawkings-szel együtt kidolgozta a Ffowcs Williams–Hawkings („FWH”) egyenletet. Az áramlás-akusztikai folyamatok numerikus leírására analógiai módszereket dolgozott ki és adott közre.

## Életpályája
Shôn Eirwyn Ffowcs Williams Wales-ben született, két fiútestvére volt. Ötéves korában elveszítette édesanyját. Nem tudott angolul, nyelvtanulásra egy észak-yorkshire-i kvéker-iskolába küldték. 16 éves korában a Rolls-Royce gyárban gépgyártás-technológiai szaktanfolyamot végzett. Különös érdeklődést mutatott az áramlástechnikai gépek (kompresszorok, szivattyúk) iránt. Ezután elvégezte a Southamptoni Egyetemet. 1961-ben védte meg nagydoktori (PhD) disszertációját, Turbulens kényszeráramlásból származó zaj („On noise from convected turbulence”) címmel.
Egyetemi munkássága során a londoni Imperial College-ban a Rolls-Royce Elméleti Aeroakusztikai Tanszéket vezette. A Cambridge-i Egyetemen 1972-től kezdve 25 éven át, egészen emeritus professzorként történt nyugállományba vonulásáig külön tanszéket kapott, amely a folyadékok mechanikájával (azaz áramlástechnikával), aeroakusztikával, termodinamikával és a turbógépek technológiájával foglalkozott. 1973-tól az egyetemhez társult Emmanuel College tanára, 1996-tól annak igazgatója lett, 2002-ben emeritus professzorként vonult nyugállományba.
Egyetemi oktatóként különös súlyt helyezett arra, hogy a tudományos kutatást és az elméleti eredményeket hogyan lehet ipari technológiai problémák megoldására alkalmazni. Emiatt szoros munkakapcsolatot tartott a korabeli high-tech gépipar szereplőivel. Társalapítója volt a cambridge-i Topexpress Ltd.-nek, egy mérnöki–tudományos tanácsadó (konzultáns) irodának. A Rolls Royce-nál vezető tanácsadóként dolgozott, Vickers Shipbuilding and Engineering Ltd.-nél (VSEL) igazgatói beosztást viselt.
Világhírét a numerikus aeroakusztika (azaz az áramlástani eredetű zajok közelítő matematikai leírására szolgáló numerikus módszerek) kutatása alapozta meg. Megfogalmazott egy matematikai eljárást, egy Michael J. Lighthill elméletére épülő akusztikai analógiai módszert, amely a folyadékáramlásba helyezett szilárd testek által keltett áramlási zajokat elemi hangforrásokra (monopólus, dipólus, kvadropólus forrásokra) vezeti vissza, és ezen elemi hatások matematikai kombinációjaként írja le. Tudományos eredményei nagy lendületet adtak az áramlástani akusztika gyakorlati fejlődésének, különösen a repülőgép- és hajóépítő iparban. Az 1960–70-es években Ffowcs Williams professzor vezető kutatóként részt vett abban a Concorde Noise Panel elnevezésű tudóscsoportban is, amelyet a Concorde sugárhajtóművei által kibocsátott légsugár-zaj csökkentésével bíztak meg.

## Díjai
- 1984-ben megkapta a Rayleigh-érmet a brit Institute of Acoustics intézettől.
- 2002-ben megkapta a Sir Frank Whittle-érmet a Royal Academy of Engineering-től,[1] az aeroakusztika területén elért elméleti és alkalmazott kutatási eredményeiért, amelyek alkalmazásával jelentősen csökkenteni lehetett a repülőgépek és a tengeralattjárók hajtóműveinek zajkibocsátását.[7]

## Művei
- Ffowcs Williams, J. E. and Hawkings, D. L.: Sound Generation by Turbulence and Surfaces in Arbitrary Motion. Philosophical Transactions of the Royal Society, Vol. A264, Nr. 1151, 1969, p. 321-342.
- Ann P. Dowling, John E. Ffowcs Williams: Sound and Sources of Sound, Ellis Horwood Limited, 1983
- John E. Ffowcs Williams: Cambridge Engine Technology Series, Cambridge University Press, 1991
- John E. Ffowcs Williams: Aerodynamic Noise, AIAA professional study series, American Institute of Aeronautics and Astronautics, 1975
- John E. Ffowcs Williams: Hydrodynamic Noise, in Annual Review of Fluid Mechanics, 1969. W.R.Sears and M. van Dyke (editors), Annual Reviews, Inc. Palo Alto, Kalifornia, Vol.1. pp 197–222.
- John E. Ffowcs Williams, Geneviève Comte-Bellot: Flow Acoustics: A Technology Audit, International Conference, École Centrale de Lyon, France, 1994. július 11-13. (konferencia-előadás)